# Max Grosskreutz
Max Octavius Grosskreutz, född den 27 april 1906 i Prosperine, North Queensland, Australien, död den 20 september 1994, var en australisk speedwayförare som vann Australiska mästerskapet 1929 och 1936, var New South Wales-mästare 1936 och 1946 samt kom trea i Star Riders' Championship 1935 (föregångaren till Världsmästerskapet i speedway). 